# Convento degli Agostiniani (Fivizzano)
Il convento degli Agostiniani è un edificio che sorge a Fivizzano, in Toscana. È sede della biblioteca comunale.

## Storia
Fu fondato con bolla del 27 giugno 1391, da fra Giacomo da Montalcino, fu il secondo convento, in ordine di tempo, costruito dall'Ordine di Sant'Agostino. La costruzione ebbe inizio per volere di Niccolò Malaspina, signore della Verrucola e di Fivizzano nel 1392.
Ai frati eremitani di sant'Agostino venne concessa, in tale occasione, l'annessa chiesa di San Giovanni fondata da Puccio di Duccio della Verrucola Bosi nel 1335. Da questo Puccio di Duccio discese Andreola Bosi che fu madre del pontefice Niccolò V.
In una relazione inviata al vescovo dell'anno 1650 si apprende che vi risiedevano sei sacerdoti, un diacono, due conversi ed un servente. Il ricco patrimonio librario si era arricchito intanto anche dalla biblioteca dell'abbazia di Linari che era stata soppressa nell'anno 1583 con bolla papale di Gregorio XIII.
Da questo convento provenirono influenti personaggi tra i quali Agostino Molari, che fu tre volte vicario generale dell'Ordine e diventò poi sacrista dei Palazzi Apostolici. Fu tramite la sua intercessione se il Parato di papa Niccolò V, a lui donato dalla città di Siena, arrivò a Fivizzano. Altro personaggio rilevante fu fra Leonardo Valazzana, teologo e gran predicatore. Fu lui che nel 1497 lesse dal pulpito della chiesa di Santo Spirito la lettera di scomunica contro Savonarola. Altro frate che uscì dal convento fu Alessio Stradella, maestro della facoltà di teologia a Roma che per volere del papa partecipò al Concilio di Trento.
Il problema dell'insegnamento pubblico portò nel 1786 alla espropriazione del convento. Infatti il granduca di Toscana Leopoldo I con suo decreto spossessò i frati, ordinò la ristrutturazione e concentrò in esso le religiose di vari monasteri, dichiarandolo Conservatorio della Beata Monaca, madre di sant'Agostino.
Nel 1831 il vescovo di Pontremoli trasformò il conservatorio in monastero di clausura, sotto il nome di san Benedetto, monastero che poi fu soppresso nell'anno 1866.
Nel 1899 il comune, divenuto proprietario dell'immobile, cedette il complesso alle suore angeliche di San Paolo che lo tennero fino al 1979 destinandolo a convitto e educandato. In tale anno il convento fu rivenduto al comune di Fivizzano il quale provvide ai restauri del chiostro e delle lunette contenenti una serie di pitture di fine cinquecento di tal Michele Angelo da Fivizzano. Alle pareti del corridoio furono murati i reperti marmorei provenienti dalla vicina chiesa di San Giovanni, demolita dopo il terremoto del 1920. Al piano terra vi furono trasferiti i numerosi libri della biblioteca civica intitolata all'abate e storico fivizzanese Emanuele Gerini.